# Mesonychia
Mesonychia je vyhynulá skupina malých až velkých masožravých savců příbuzná sudokopytníkům. Poprvé se objevili ve spodním paleocénu, ve svrchním eocénu jejich diverzita prudce poklesla a posledním známým rodem byl raně oligocenní Mongolestes. Fosilní záznam asijských zástupců naznačuje, že se v průběhu evoluce nejprve zvětšovali a živili se dravě, následně se však přeorientovali na mrchožravost a posléze vyhynuli.
Skupina Mesonychia pravděpodobně pochází z území dnešní Číny, kde byl objeven její nejprimitivnější zástupce, Yantanglestes ze spodního paleocénu. V Asii také dosáhli nejvyšší diverzity a objevují se ve všech hlavních faunálních společenstvech paleocénu. Vzhledem k tomu, že jiní predátoři, jako jsou kreodonti a šelmy, v těchto společenstvech byli vzácní, anebo zcela scházeli, skupina Mesonychia v paleocenní východní Asii dominovala ekologické nice velkých predátorů.
Jeden rod, Dissacus, se ve spodním paleocénu úspěšně rozšířil také do Evropy a Severní Ameriky. Šlo o predátora velikosti šakala, jehož nálezy pocházejí z celé severní polokoule. Blízce příbuzný (nebo totožný?) rod Ankalagon ze spodního až středního paleocénu Nového Mexika však dorůstal až do velikosti medvěda. Rod Pachyaena, jenž kolonizoval Severní Ameriku v nejranějším eocénu, se vyvinul v přinejmenším stejně velké druhy. Zástupci skupiny Mesonychia představovali během spodního paleocénu až středního eocénu největší masožravé savce Severní Ameriky.

## Charakteristika

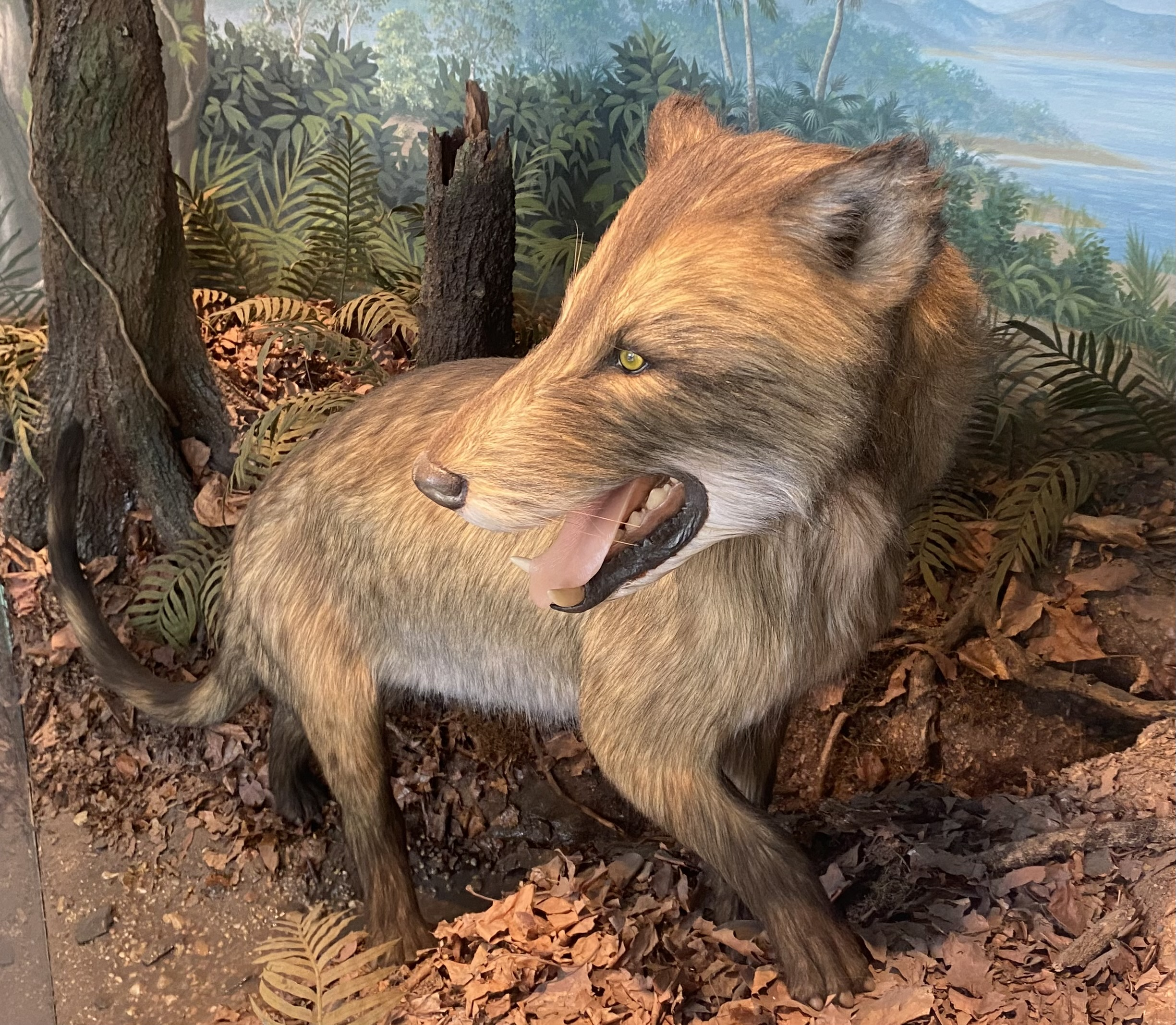
Mesonyx (rekonstrukce v Přírodopisném muzeu v Londýně)

Zástupci skupiny Mesonychia byli často ztvárňováni jakožto analogie vlků, ačkoli se jim podobali pouze povrchně. S krátkou a neohebnou zádí se pohybovali spíše jako současní kopytníci nežli šelmy, jimž ohebná páteř umožňuje běh pomocí dlouhých skoků. Odvození zástupci skupiny Mesonychia měli silné končetiny přizpůsobené pro běh, v průběhu evoluce se přeorientovali z plantigrádní na digitigrádní lokomoci. Každá končetina měla pouze čtyři prsty, z nichž každý nesl kopýtko. Chodidlo bylo úzké a jeho osa procházela mezi třetím a čtvrtým prstem.
Velikost těchto savců se různila; zatímco někteří byli malí jako liška, jiní velcí jako kůň. Měli masivní hlavy se silnými čelistními svaly, relativně dlouhý krk a robustně stavěné tělo se silnými končetinami, které umožňovaly efektivní běh, nikoli však rotaci chodidla ani laterální pohyb (do stran). Velká hlava se mohla vyvinout společně s neschopností používat končetiny a drápy k chycení kořisti a zpracování potravy, jak to dělá mnoho moderních šelem. Někteří zástupci skupiny Mesonychia byli zřejmě draví (podobně jako psovité šelmy), jiní představovali mrchožrouty se schopností drtit kosti (srovnatelné s velkými hyenami) a někteří se živili všežravě. Protože jejich zuby nebyly tak účinné při řezání masa jako u moderních skupin masožravých savců (chyběly pravé trháky), zřejmě se mezi nimi neobjevovali hypermasožravci, jakými jsou dnešní kočkovité šelmy. Na některých lokalitách koexistovalo více druhů nebo rodů v různých ekologických nikách. Některé rody byly pohlavně dimorfní.
Skupina Mesonychia pravděpodobně zahrnovala klíčové predátory ekosystémů svrchního paleocénu a eocénu v Evropě (která byla v té době spíše souostrovím), Asii (která byla ostrovním kontinentem) a Severní Americe. Největší druhy bývají interpretovány jako mrchožrouti, u mnoha druhů se pak předpokládala rybožravost, ačkoli některé z těchto interpretací mohly vzejít v souvislosti se starší teorií, podle níž byla skupina Mesonychia předkem kytovců.

## Systematika

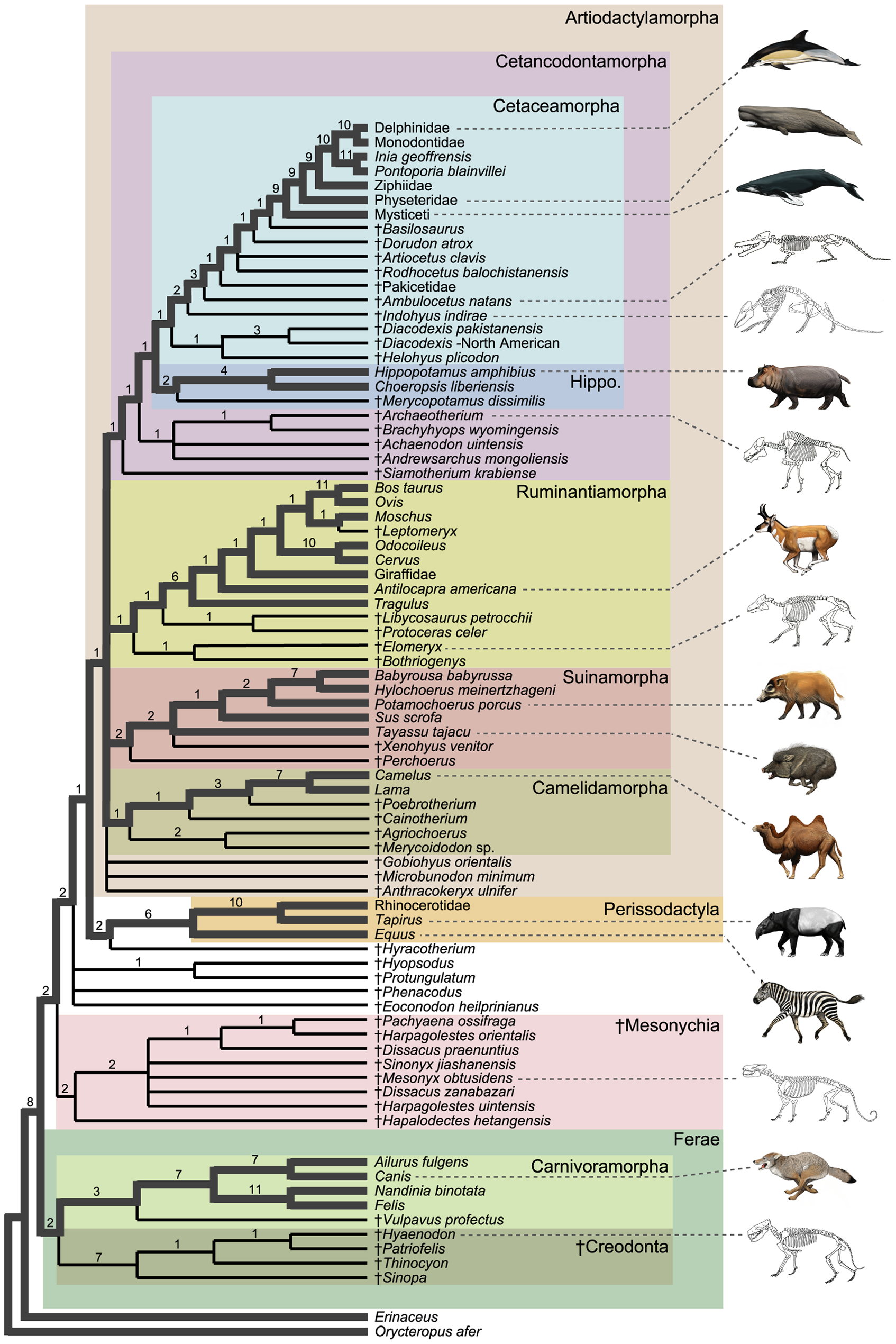
Kladogram

Skupina Mesonychia se dlouhodobě řadila v rámci kreodontů, tato systematika však byla opuštěna. Skupina zahrnuje tři čeledi (Mesonychidae, Hapalodectidae a Triisodontidae) a vystupuje buď na taxonomické úrovni vlastního řádu, nebo v rámci řádu Condylarthra v kladu Laurasiatheria. Téměř všichni zástupci skupiny Mesonychia byli v průměru větší než většina paleocenních a eocenních masožravých savců (kreodonti, miacidi, viverravidi).
Řád je někdy označován svým starším názvem Acreodi.
Studie z roku 2015 je považuje za bazální pravé kopytníky (Euungulata), nejbližší příbuzné rodů Mimotricentes, Deuterogonodon a Chriacus z čeledi Arctocyonidae. Čeleď Triisodontidae může být parafyletická.

### Vztahy s kytovci
Zástupci skupiny Mesonychia měli neobvyklé trojúhelníkové moláry, jež se podobaly dentici nejranějších kytovců (Archaeoceti), vykazovali zároveň podobnosti v anatomii lebky a dalších morfologických znacích. Z tohoto důvodu byli dlouho pokládáni za přímé předky kytovců, ale objev prakytovců s dobře zachovanými zadními končetinami, stejně jako fylogenetické analýzy od začátku 21. století naznačují, že kytovci jsou blíže příbuzní hrochům než skupině Mesonychia. Podobnost chrupu a lebky může být výsledkem konvergentní evoluce. Mesonychia však může s pravými kopytníky sdílet společného předka (synapomorfie může představovat nepřítomnost prvního prstu a redukce nártních elementů).
Kytovci tedy nejsou pokládáni za potomky skupiny Mesonychia, jež se odvozuje od bazálních kopytníků, ale jsou potomky odvozených sudokopytníků (Artiodactyla), zřejmě spřízněných i s čeledí Anthracotheriidae. Příbuzenský vztah kytovců s hrochy se však v kladistických analýzách objevuje teprve po vyloučení rodu Andrewsarchus, jenž byl často zahrnut do skupiny Mesonychia. Jedním z možných závěrů je, že tato interpretace rodu Andrewsarchus byla nesprávná.